# Comuna Markove, Dobrovelîcikivka
Markove (în ucraineană Маркове) este o comună în raionul Dobrovelîcikivka, regiunea Kirovohrad, Ucraina, formată din satele Anatolivka și Markove (reședința).

## Demografie
Componența lingvistică a comunei Markove
     Ucraineană (96,05%)
     Română (2,26%)
     Rusă (1,69%)
Conform recensământului din 2001, majoritatea populației comunei Markove era vorbitoare de ucraineană (96,05%), existând în minoritate și vorbitori de română (2,26%) și rusă (1,69%).